# تارماشیرین
تارماشیرین (انگلیسی: Tarmashirin; نامشخص – ۱۳۳۴) خان خانات جغتای پس از دووا تیمور بود.